# Katsutoshi Kaneda

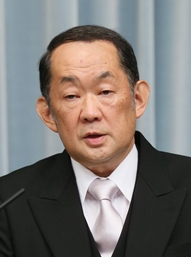
Katsutoshi Kaneda, 2016

Katsutoshi Kaneda (jap. 金田 勝年, Kaneda Katsutoshi; * 4. Oktober 1949 in Shōwa, Landkreis Süd-Akita, Präfektur Akita) ist ein ehemaliger japanischer Politiker. Von 2009 bis 2024 war er Abgeordneter aus Akita im Shūgiin, dem Unterhaus des nationalen Parlaments, von 1995 bis 2007 Abgeordneter für Akita im Sangiin, dem nationalen Oberhaus, von 2013 bis 2014 Justizminister. Er gehört der Liberaldemokratischen Partei (LDP) an, darin zuletzt bis zur Auflösung der Nikai-Faktion.
Kaneda wurde nach seinem Studium an der wirtschaftswissenschaftlichen Fakultät der Hitotsubashi-Universität 1973 Beamter im Finanzministerium. Für dieses war er vor allem in der Haushaltsabteilung (shukei-kyoku; bearbeitet zentral die Budgetanfragen aller Ministerien) tätig, 1990/91 war er vorübergehend als Gastforscher an der Princeton-Universität. 1995 beendete er seine Beamtenkarriere und wandte sich der Politik zu.
Bei der regulären Wahl 1995 zum Sangiin, dem Oberhaus des nationalen Parlaments, kandidierte Kaneda in seiner Heimatpräfektur Akita (ein Mandat pro Wahl) für die LDP und setzte sich mit 38,1 % der Stimmen gegen den sozialistischen Amtsinhaber Akio Hosoya (33,9 %) durch, zwei Kandidaten der Opposition lagen abgeschlagen auf den Plätzen drei und vier. Bei der Wahl 2001 wurde er mit absoluter Mehrheit wiedergewählt. Von 2002 bis 2003 war er Vorsitzender des Sozial- und Arbeitsausschusses im Sangiin. 1999 wurde er für das umgebildete Kabinett Obuchi parlamentarischer Staatssekretär (seimujikan) im Ministerium für Landwirtschaft, Forsten und Fischerei, 2005 für das umgebildete dritte Kabinett Abe Staatssekretär (fukudaijin) im Außenministerium. Bei der landesweiten LDP-Niederlage in der Sangiin-Wahl 2007 erhielt Kaneda 43,6 % der Stimmen und verlor seinen Sitz an den oppositionsgestützten (DPJ, SDP) Unabhängigen Daigo Matsuura (50,4 %).
Ins Shūgiin wechselte Kaneda bei der Wahl 2009, bei der die LDP landesweit erdrutschartige Verluste verzeichnete. In seinem Heimatwahlkreis Akita 2 – ursprünglich ein sicheres „konservatives Königreich“, in dem aber der Amtsinhaber Hōsei Norota 2005 als Gegner der Postprivatisierung aus der LDP ausgetreten war und sich nun aus der Politik zurückzog – unterlag er knapp dem ehemaligen Bürgermeister von Kosaka Hiroshi Kawaguchi, gewann aber mit seiner knappen Wahlkreisniederlage den vierten von vier Verhältniswahlsitzen der LDP im Block Tōhoku. 2012 und 2014 gewann er den Wahlkreissitz mit absoluten Mehrheiten. Nach dem Rückgewinn der LDP-Mehrheit 2012 wurde er Vorsitzender des Shūgiin-Finanzausschusses (zaimu-kin’yū-iinkai), 2013 in der LDP PARC-Vizevorsitzender und Vorsitzender des Präfekurverbandes Akita, 2014 in der Nationalpartei Vizevorsitzender des Exekutivrats. Nachdem bei der Sangiin-Wahl 2016 in Fukushima Justizminister Mitsuhide Iwaki abgewählt worden war, berief Premierminister Shinzō Abe Kaneda im August 2016 bei einer Kabinettsumbildung zum Nachfolger. Er blieb bis 2017 im Amt. Von 2020 bis 2021 war er Vorsitzender des Shūgiin-Haushaltsausschusses.
Bei der Shūgiin-Wahl 2017 gewann Kaneda Akita 2 nur noch sehr knapp um rund einen Prozentpunkt gegen Takashi Midorikawa (nun Kibō no Tō). 2021, als die linken Parteien SDP und KPJ erstmals auf Nominierungen im Wahlkreis Akita 2 verzichteten, unterlag er Midorikawa (nun KDP), gewann aber den fünften von sechs LDP-Sitzen im Verhältniswahlblock Tōhoku.
Im September 2023 kündigte Kaneda an, aus Altersgründen bei der nächsten allgemeinen Shūgiin-Wahl nicht mehr antreten und sich aus der Politik zurückziehen zu wollen; die Wahl fand letztlich im Oktober 2024 statt.